# حسان علی علوبه
حسان علی علوبه (انگلیسی: Hussan Ali Allouba؛ زادهٔ) بازیکن فوتبال اهل مصر است.
وی همچنین در تیم ملی فوتبال مصر بازی کرده‌است.